# Fornjot (Mond)
Fornjot (auch Saturn XLII) ist einer der kleineren äußeren Monde des Planeten Saturn.

## Entdeckung
Die Entdeckung von Fornjot durch David C. Jewitt, Scott S. Sheppard, Jan Kleyna und Brian G. Marsden auf Aufnahmen vom 12. Dezember 2004 bis zum 11. März 2005 wurde am 3. Mai 2005 bekannt gegeben. 

Fornjot erhielt zunächst die vorläufige Bezeichnung S/2004 S 8. Im April 2007 wurde der Mond dann nach dem Reifriesen Fornjótr (auch Fornjot), dem Vater des Ägir (auch Ægir oder Hlér), des Logi (auch Loge) und des Kari, aus der nordischen Mythologie benannt.

## Bahndaten
Fornjot umkreist Saturn auf einer retrograden exzentrischen Bahn in rund 1491 Tagen. Die Bahnexzentrizität beträgt 0,206, wobei die Bahn mit 170,4° gegen die Ekliptik geneigt ist.

## Aufbau und physikalische Daten
Fornjot besitzt einen Durchmesser von etwa 6 km.